# روجر فولر
روجر فولر (بالإنجليزية: Roger Fowler)‏ هو لغوي بريطاني، ولد في 1939، وتوفي في 1999.